# Warrior’s Dance
«Warrior’s Dance» — 18-й сингл британской электронной группы The Prodigy, релиз которого состоялся 11 мая 2009 года и, официально, это второй сингл с альбома Invaders Must Die.
После выхода, сингл оказался на девятом месте в UK Singles Chart. Песня позже была включена в саундтрек гоночной игры Colin McRae: DiRT 2.

## Список композиций
CD
1. Warrior’s Dance (Edit) — 2:57
2. Warrior’s Dance (South Central Remix) — 5:42

12" винил
1. Warrior’s Dance (Benga Remix) — 4:46
2. Warrior’s Dance (South Central Remix) — 5:42

Версия для скачивания
1. Warrior’s Dance (Edit) — 2:57
2. Warrior’s Dance (Album Version) — 5:16
3. Warrior’s Dance (South Central Remix) — 5:42
4. Warrior’s Dance (Benga Remix) — 4:46
5. Warrior’s Dance (Kicks Like A Mule Remix) — 5:12

EP для iTunes
1. Warrior’s Dance (Edit) — 2:55
2. Warrior’s Dance (Album Version) — 5:15
3. Warrior’s Dance (South Central Remix) — 5:41
4. Warrior’s Dance (Benga Remix) — 4:45
5. Warrior’s Dance (Future Funk Squad’s 'Rave Soldier' Mix) — 5:30
6. Warrior’s Dance (Kicks Like A Mule Remix) — 5:08

## Видеоклип
Видеоклип на песню был срежиссирован Корином Харди.

## Дополнительные ссылки
- Официальный сайт группы The Prodigy
- Клип Warrior’s Dance